# Autostrada A16 (Svizzera)
L'autostrada A16, chiamata anche Transgiurassiana, è un'autostrada della Svizzera che collega Boncourt, al confine con la Francia, a Bienne. La costruzione della strada è iniziata negli anni sessanta, ma il primo tratto costruito con criteri moderni - tra Sonceboz Sud e La Heutte - è stato aperto nel 1995. L'ultimo troncone è stato inaugurato il 3 aprile 2017.

## Percorso
La Transgiurassiana inizia a Boncourt, dove si collega con la strada nazionale francese nº 19.
| Autostrada A16 |                              |      |      |         |                  |
| Tipo           | Indicazione                  | ↓km↓ | ↑km↑ | Cantone | Strada nazionale |
| 01             | Boncourt                     | ..   | ..   | Giura   | N16              |
| 02             | Bure                         | ..   | ..   | Giura   | N16              |
| 03             | Chevenez                     | ..   | ..   | Giura   | N16              |
| 04             | Porrentruy-Ouest             | ..   | ..   | Giura   | N16              |
| 05             | Porrentruy-Est               | ..   | ..   | Giura   | N16              |
| 06             | Courgenay                    | ..   | ..   | Giura   | N16              |
| 07             | St-Ursanne                   | ..   | ..   | Giura   | N16              |
| 08             | Glovelier                    | ..   | ..   | Giura   | N16              |
| 09             | Bassecourt                   | ..   | ..   | Giura   | N16              |
| 10             | Delémont-Ouest               | ..   | ..   | Giura   | N16              |
| 11             | Delémont-Est                 | ..   | ..   | Giura   | N16              |
| 12             | Choindez                     | ..   | ..   | Giura   | N16              |
| 13             | Moutier-Nord                 | ..   | ..   | Berna   | N16              |
| 14             | Moutier-Sud                  | ..   | ..   | Berna   | N16              |
| 15             | Court                        | ..   | ..   | Berna   | N16              |
| 16             | Loveresse                    | ..   | ..   | Berna   | N16              |
| 17             | Tavannes                     | ..   | ..   | Berna   | N16              |
| 18             | Sonceboz                     | ..   | ..   | Berna   | N16              |
| 19             | La Heutte                    | ..   | ..   | Berna   | N16              |
| (20)           | Péry                         | ..   | ..   | Berna   | N16              |
| (21)           | Rondchâtel                   | ..   | ..   | Berna   | N16              |
| (22)           | Frinvillier                  | ..   | ..   | Berna   | N16              |
| 23             | Bienne                       | ..   | ..   | Berna   | N16              |
| 28             | A5/A16 - Soletta - Neuchâtel | ..   | ..   | Berna   | N16              |

1. 1 2 3  solo da e per Bienne